# Гоффени, Марк
Марк Гоффени (англ. Mark Goffeney, 22 мая 1969, Сан-Диего, Калифорния — 2 марта 2021, Эль-Кахон, Калифорния) — американский музыкант из Сан-Диего, известный как «Big Toe» (Большой Палец ноги) поскольку, будучи рождённым без рук, играл на гитаре ногами. Басист и вокалист группы «Big Toe», сыграл главную роль в рекламном ролике Fox Television «Ноги», получившем номинацию на премию Эмми.

## Биография
Родился в Сан-Диего, рос в музыкальной семье. В возрасте 9 лет увлекся музыкой, несмотря на своё увечье. Некоторое время Марк играл на тромбоне в школьном ансамбле, а затем его отец принёс домой старую гитару с четырьмя струнами, которую нашёл на свалке. Гоффени попросил соседей, игравших на гитаре, одолжить ему самоучитель игры. С помощью друзей Марк придумал собственную технику, научившись играть на гитаре и бас-гитаре. Он клал гитару на землю, а ноги клал сверху на гитару; перебирал струны левой ногой, а аккорды брал правой.
2 марта 2021 года Гоффени и его бывшая жена АннМари были найдены мертвыми в своем доме в Эль-Кахоне. Причины смерти еще не выяснены, но представитель полицейского управления Эль-Кахона заявил, что признаков насильственной смерти обнаружено не было. Их дочь, Аманда Гоффени, написала на официальном сайте Big Toe, что причиной была зависимость от фентанила. 

## Карьера
Ещё будучи подростком, Гоффени начал заниматься музыкой. В 1992 году с другим гитаристом основал группу «Big Toe» и к концу 1990-х успешно выпустили свой первый CD, названный Big Toe, при спонсорстве PSB Records и спродюсированный Стивом Дьюдасом, бывшим продюсером Aerosmith. Гоффени снискал успех как исполнитель и телеведущий. Он был номинирован на награду Эмми в 1999 году за главную роль в фильме «Ноги», снятом Fox Network. Гоффени известен также тем, что исполнил, например, «Lippe blöfft» (ARD TV в Германии) на разогреве у Лиэнн Раймс. На следующий день после шоу станция получила более 100 электронных писем с просьбами прислать диск Гоффени. Диски были высланы фанам в Германию, Швейцарию и Австрию. Вот как журнал Ability изображает его жизненный путь:

Записи Гоффени уже продаются несколько лет подряд, и он уже не любитель. Он появлялся на телевидении в качестве актёра и музыканта, и он говорил на всю Америку, защищая права людей с ограниченными возможностями. Он сыграл главную роль в ролике «Ноги», который был номинирован на награду Эмми. Снялся в рекламе Суперкубка для сайта NFL, где рассказывалась история героя по имени Роджер, которого настолько поразил веб-сайт, что он стал все делать ногами, даже менять подгузники ребёнку.
Оригинальный текст (англ.)Several years and many record sales later, Goffeney is no longer an amateur performer. He has appeared on television as an actor and a musician, and has spoken to audiences all over America advocating for the rights of people with disabilities. He played the principal role on FOX's Emmy-nominated commercial Feet. The advertisement, aired during the 2000 and 2001 Super Bowls, was for the NFL website, and it told the story of a character named Roger who was so obsessed with the website that he did everything else with his feet—including changing his baby's diaper.

Марк и «Big Toe» также были гостями на StarTomorrow, онлайн-шоу «Поиск талантов» компании NBC и NBC.com 31 июля 2006 в соревновании между 92 группами. Big Toe вышли в полуфинал соревнования.

## «Big Toe» CD
В 1999 году, через 7 лет после создания «Big Toe», PSB Records подписала контракт с группой на выпуск CD, при условии, что Гоффени будет работать со Стивом Дьюдасом, бывшим продюсером Aerosmith, Ozzy Osbourne и Ринго Старра для уточнения списка песен для диска. В интервью Марк назвал Дьюдаса высококлассным профессионалом, а сам Дьюдас дал ему знать «в недвусмысленных выражениях», что Марк должен его слушаться. Диск «Big Toe» CD — это сборник оригинальных песен Марка. Он получил в San Diego Reader оценку «Best of the Best».